# TAIPEI PASS
TAIPEI PASS（又名台北觀光護照），是由中華民國台北市政府交通局籌劃年餘，委託悠遊卡公司（原台北智慧卡票證公司）於2006年11月1日開始發行，分為1日、2日、3日和5日，手冊附有優惠券及悠遊卡一張，持卡者在有效期限內可不限次數搭乘台北捷運及公車。無再加值功能。為不記名方式。 售價分別為1日180元、2日310元、3日440元和5日700元，另外有貓纜一日券，售價350元。
TAIPEI PASS在台北捷運各車站詢問處、悠遊卡台北車站客服中心發售。